# HMS Ajax (1880)
El HMS Ajax fue el nombre del buque de guerra de su clase, construido para la Marina Real Británica durante la década de 1870. Se terminó de construir en 1883 y fue puesto inmediatamente en reserva hasta 1885, cuando entró en servicio por primera vez. Más tarde ese año, el Ajax fue asignado como buque de la guardia costera en Escocia y permaneció allí durante los siguientes seis años. Fue reducido a reserva nuevamente en 1891 y fue retirado del servicio una década después. El barco fue vendido como chatarra en 1904 y posteriormente desguazado.